# Mischa Kibardin

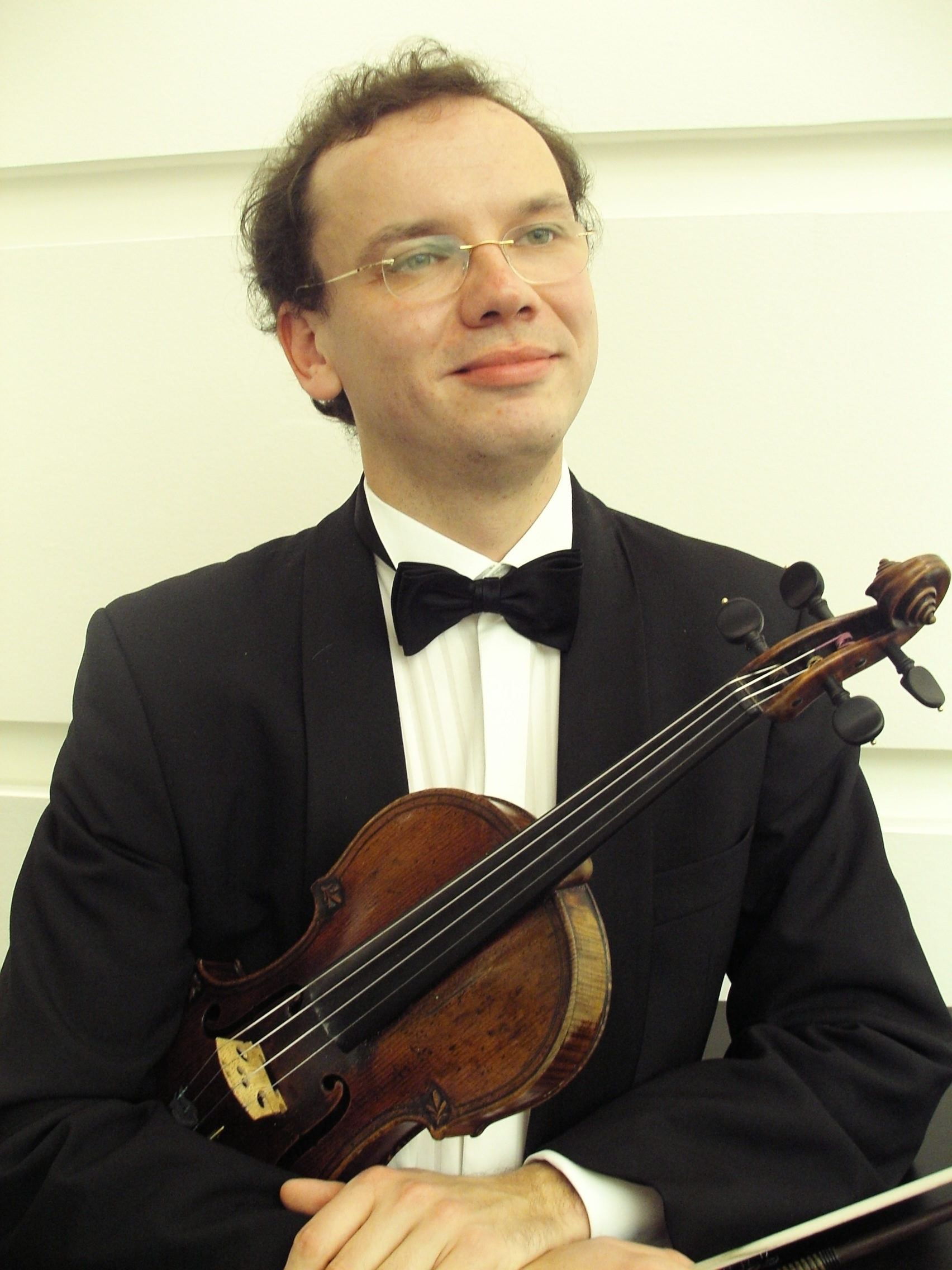
Mischa Kibardin (um 2005)

Mischa Kibardin (auch Michael; * 1974 in Taschkent, Usbekistan) ist ein usbekischer Violinist.

## Leben
Seinen ersten Violinenunterricht erhielt Mischa Kibardin als Sechsjähriger. 1986 kam er mit dem Hauptfach „Violine“ zu  Nathan Mendelssohn an die „Uspensky-Schule“, dem an das Staatliche Konservatorium Usbekistans in Taschkent angeschlossenen Musikgymnasium für musikalisch hochbegabte Kinder. Kurze Zeit später nahm der Geiger erfolgreich an ersten Wettbewerben teil. So gewann er u. a. 1988 den 1. Preis des nationalen Wettbewerbs der Republik Usbekistan, 1989 den 2. Preis des großen UdSSR-Wettbewerbs für junge Violinisten und 1991 den 2. Preis des internationalen Wettbewerbs für Streichinstrumente in Taschkent.
Als Solist des usbekischen Rundfunkkammerorchesters und des Moskauer Kammerorchesters „Akademie“ war Kibardin früh in der Kammermusik aktiv. Er konzertierte in den Republiken der ehemaligen Sowjetunion und in Europa in verschiedenen kammermusikalischen Besetzungen. Daneben arbeitete er auch regelmäßig als Solist.
1995 kam er nach Hamburg, wo er sein Studium an der Hochschule für Musik und Theater Hamburg bei Andreas Röhn fortsetzte, dem Konzertmeister des Sinfonieorchesters des Bayerischen Rundfunks. Kibardin machte sein Diplom mit Auszeichnung und nach einem Aufbaustudium ein Konzertexamen. Mit der Teilnahme an internationalen Meisterkursen vervollkommnete er seine Ausbildung.
Heute arbeitet Kibardin als Solist, aber auch als Mitglied des „Scardanelli Quartetts“ und des „Efim Jourist Quartetts“. Er trat u. a. bei den Festivals Kissinger Winterzauber, Schleswig-Holstein-Musikfestival, Festspiele Mecklenburg-Vorpommern, Beethovenfest Bonn, Ludwigsburger Schlossfestspiele auf.
Seit Sommersemester 2025 hat er einen Lehrauftrag an der Hochschule für Musik in Karlsruhe inne.

## Preise und Auszeichnungen (Auswahl)
- Preisträger des Internationalen Wettbewerbs in Gernsbach
- Preisträger des „Elise Meyer-Wettbewerbs“ in Hamburg
- Stipendiat der „Oskar und Vera Ritter Stiftung“ in Hamburg
- Berenberg Kulturpreis 2009